# Campeonato Mundial de Ciclismo en Pista de 1977
El LXXIV Campeonato Mundial de Ciclismo en Pista se celebró en San Cristóbal (Venezuela) entre el 22 y el 26 de agosto de 1977 bajo la organización de la Unión Ciclista Internacional (UCI) y la Federación Venezolana de Ciclismo.
Las competiciones se realizaron en el Velódromo José de Jesús Mora Figueroa de la ciudad venezolana. En total se disputaron 12 pruebas, 10 masculinas (3 profesionales y 7 amateur) y 2 femeninas.

## Medallistas

### Masculino profesional
| Evento                 | Oro                      | Plata                  | Bronce                      |
| ---------------------- | ------------------------ | ---------------------- | --------------------------- |
| Velocidad individual   | Koichi Nakano Japón      | Yoshikazu Sugata Japón | John Nicholson Australia    |
| Persecución individual | Gregor Braun RFA         | Knut Knudsen · Noruega | Steve Heffernan Reino Unido |
| Medio fondo            | Cees Stam · Países Bajos | Wilfried Peffgen RFA   | Pietro Algeri · Italia      |

### Masculinoamateur
| Evento                  | Oro                                                                | Plata                                                       | Bronce                                                                       |
| ----------------------- | ------------------------------------------------------------------ | ----------------------------------------------------------- | ---------------------------------------------------------------------------- |
| Velocidad individual    | Hans-Jürgen Geschke RDA                                            | Emanuel Raasch RDA                                          | Lutz Heßlich RDA                                                             |
| Persecución individual  | Norbert Dürpisch RDA                                               | Uwe Unterwalder RDA                                         | Daniel Gisiger · Suiza                                                       |
| Persecución por equipos | RDA Norbert Dürpisch Gerald Mortag Matthias Wiegand Volker Winkler | RFA Günther Schumacher Peter Vonhof Hans Lutz Henry Rinklin | Suiza · Robert Dill-Bundi · Daniel Gisiger · Hans Känel · Walter Baumgartner |
| 1 km contrarreloj       | Lothar Thoms RDA                                                   | Günther Schumacher RFA                                      | Hans Ledermann · Suiza                                                       |
| Carrera por puntos      | Constant Tourné · Bélgica                                          | Jan Faltyn · Polonia                                        | Nikolai Makarov URSS                                                         |
| Medio fondo             | Gabriël Minneboo · Países Bajos                                    | Bartolomé Caldentey España                                  | Rainer Podlesch RFA                                                          |
| Tándem                  | Checoslovaquia Vladimír Vačkář Miroslav Vymazal                    | URSS Vladimir Semenets Alexandr Voronin                     | RFA Horst Gewiss Wolfgang Schäffer                                           |

### Femenino
| Evento                 | Oro                  | Plata                         | Bronce                       |
| ---------------------- | -------------------- | ----------------------------- | ---------------------------- |
| Velocidad individual   | Galina Tsariova URSS | Sue Novara Estados Unidos     | Iva Zajíčková Checoslovaquia |
| Persecución individual | Vera Kuznetsova URSS | Anne Riemersma · Países Bajos | Karen Strong · Canadá        |

## Medallero
| Núm. | País           | Oro | Plata | Bronce | Total |
| ---- | -------------- | --- | ----- | ------ | ----- |
| 1    | RDA            | 4   | 2     | 1      | 7     |
| 2    | URSS           | 2   | 1     | 1      | 4     |
| 3    | Países Bajos   | 2   | 1     | 0      | 3     |
| 4    | RFA            | 1   | 3     | 2      | 6     |
| 5    | Japón          | 1   | 1     | 0      | 2     |
| 6    | Checoslovaquia | 1   | 0     | 1      | 2     |
| 7    | Bélgica        | 1   | 0     | 0      | 1     |
| 8    | España         | 0   | 1     | 0      | 1     |
| 8    | Estados Unidos | 0   | 1     | 0      | 1     |
| 8    | Noruega        | 0   | 1     | 0      | 1     |
| 8    | Polonia        | 0   | 1     | 0      | 1     |
| 12   | Suiza          | 0   | 0     | 3      | 3     |
| 13   | Australia      | 0   | 0     | 1      | 1     |
| 13   | Canadá         | 0   | 0     | 1      | 1     |
| 13   | Italia         | 0   | 0     | 1      | 1     |
| 13   | Reino Unido    | 0   | 0     | 1      | 1     |
|      | TOTAL          | 12  | 12    | 12     | 36    |